# Minh An (xã)
Minh An là một xã thuộc huyện Văn Chấn, tỉnh Yên Bái, Việt Nam.
Xã Minh An có diện tích 33,10 km², dân số năm 2019 là 3.868 người, mật độ dân số đạt 117 người/km².